# Kimmari Roach
Kimmari Roach (* 21. September 1990) ist ein jamaikanischer Sprinter.
2014 wurde er bei den Leichtathletik-Hallenweltmeisterschaften in Sopot Achter über 60 m. Bei den Commonwealth Games in Glasgow trug er durch seinen Einsatz im Vorlauf zum Sieg der jamaikanischen Mannschaft in der 4-mal-100-Meter-Staffel bei.

## Persönliche Bestzeiten
- 50 m (Halle): 5,74 s, 28. Januar 2012, New York City
- 60 m (Halle): 6,55 s, 8. März 2014, Sopot
- 100 m: 10,12 s, 8. Juni 2014, Hengelo